# Bordj Ghedir

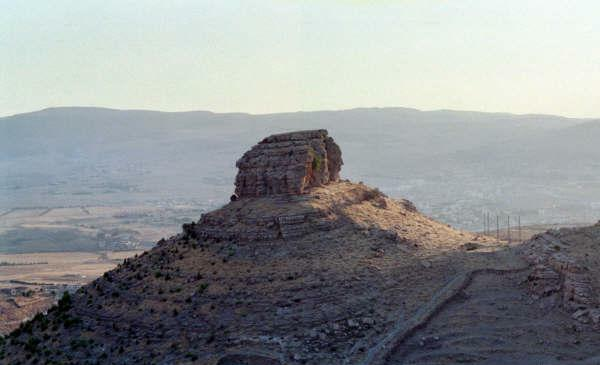

Bordj Ghedir, dénommée Castellum Cellense à l'époque romaine, est une commune de la wilaya de Bordj-Bou-Arreridj en Algérie.

## Géographie
La commune de Bordj Ghedir est située dans les hauts plateaux au sud-est de Bordj-Bou-Arreridj culminant à 1100 m d'altitude, elle s'étend sur 105 km2 occupée en majeure partie par des montagnes assez élevées. Les températures sont basses l'hiver et les précipitations abondantes sous forme de neige et de pluie, notamment pendant les mois de novembre, février et mars. L'été y est très chaud et le thermomètre peut dépasser les 40 degrés.

### Localisation
| Bordj Bou Arreridj • El Anceur | Khelil • Sidi Embarek | Aïn Tesra    |
| Rabta                          | Bordj Ghedir          | Ras El Oued  |
| Maadid (M'Sila)                | Taglait               | Aïn Taghrout |

### Localités et lieux-dits
Outre son chef-lieu éponyme, la commune de Bordj Ghedir est composée à sa création en 1984 des localités suivantes :
- Chenia
- El Amri
- El Guettar
- Ez Zmala
- Ouled Hamdane
- Ouled Makhlouf
- Ouled Moussa
- Ouled Dechra
- Rhoder

### Climat
La Wilaya de Bordj Bou Arreridj se caractérise par un climat continental, qui offre des températures chaudes en été et très froides en hiver avec parfois de fortes chutes de neige.
Celui de la commune est semi-aride sec et froid.
La pluviométrie annuelle est de 300 à 700 mm[réf. nécessaire].
| Mois                     | jan. | fév. | mars | avril | mai | juin | jui. | août | sep. | oct. | nov. | déc. | année |
| ------------------------ | ---- | ---- | ---- | ----- | --- | ---- | ---- | ---- | ---- | ---- | ---- | ---- | ----- |
| Température moyenne (°C) | 6    | 6    | 9    | 11    | 16  | 22   | 26   | 26   | 21   | 15   | 10   | 6    | 14    |
| Précipitations (mm)      | 32   | 26   | 27   | 35    | 41  | 16   | 11   | 11   | 63   | 33   | 35   | 31   | 360   |

### Hydrographie
La ville est traversée par l'oued Ghedir qui se déverse dans le Barrage du Ksob puis dans le Chott el Hodna proche de M'Sila.

## Histoire

### Préhistoire
Différents objets, tels que des armes en silex, des pointes de flèches et de lanceurs ainsi que des poteries, indiquent que la wilaya de Bordj Bou Arreridj était peuplée au Mésolithique et au Néolithique.

### De l'époque romaine au XIXe siècle
Durant la période de l'Empire romain la région de Bordj s'appelait « Tamanouna ». Elle était partie intégrante de la province romaine de la Maurétanie césarienne devenue la Maurétanie sétifienne.
La ville était autrefois un castellum, fort romain appelé « Castellum Cellense » érigé par Septime Severe en l'an 202.

### Période française de 1870 à 1962
Les colons français se sont installés en 1881.
La Compagnie Centrale des Phosphates a exploité un gisement de phosphate de chaux qui était acheminé via un téléphérique bicable de 16 kilomètres jusqu'à la gare d'El Anceur, autrefois appelé Galbois.
Durant la guerre de libération (1954/1962), la ville a été le théâtre de plusieurs embuscades du FLN, notamment dans le maquis de Taglait. Un grand cimetière des martyrs et victimes de la guerre d'Algérie a d'ailleurs été créé sur la commune de Ghailassa.

## Démographie
Selon le recensement général de la population et de l'habitat de 2008, la population de la commune de Bordj Ghedir est évaluée à 26 042 habitants contre 10 745 en 1977 :
| 1958  | 1977   | 1987   | 1998   | 2008   | 2018   |
| ----- | ------ | ------ | ------ | ------ | ------ |
| 5 800 | 10 745 | 16 827 | 23 343 | 26 042 | 34 136 |

## Économie
La commune est caractérisée par une vocation agro-pastorale, l'activité économique la plus importante est l'agriculture et l'élevage.
L'artisanat, les services et le commerce occupent une minorité de la population.
La commune est restée enclavée pendant plusieurs années faute d'infrastructures routières et ferroviaires.

## Transports
La commune est traversée par la route wilayale 42 qui croise la Route nationale 5 et l'autoroute Est-Ouest (à 16 km). 
Elle relie Bordj Bou Arreridj à Berhoum sur la Route nationale 40 du nord au sud en traversant la Daïra de Bordj Ghedir.
La commune se trouve à 20 km de la gare ferroviaire d'El Anasser qui relie les villes de Bordj Bou Arreridj à Sétif et à 25 km de la gare ferroviaire de Bordj Bou Arreridj qui dessert Alger et Constantine. Elle est distante de 42 km de l'aéroport de Sétif - 08 mai 1945.
La commune dispose d'une gare routière comprenant des taxis et des minibus à destination des villes avoisinantes.

## Administration
La commune fait partie de la daïra de Bordj Ghedir qui comprend cinq communes : Belimour, Bordj Ghedir, El Anceur, Ghilassa et Taglait.

## Éducation
La ville possède plusieurs établissements dédiés à l'éducation. O n compte une dizaine d'écoles primaires, cinq établissements d'éducation moyenne (CEM), et quatre lycées, dont un lycée technique.

## Santé
Bien que la ville compte pas moins de 26 000 habitants, elle ne possède qu'un petit centre hospitalier de 40 lits, une clinique maternité et un centre de santé. Compte tenu du manque de centres de soins, la population n'a pas d'autre choix que de se rendre au chef-lieu de la wilaya situé à 26 km.

## Monuments et lieux touristiques
La commune possède trois jardins romains ainsi que des ruines romaines dont celle appelée Bordj Chemissa.
Elle est également reconnue pour son eau de source.
La ville est adossée à des montagnes sur un dénivelé de plus de 700 mètres, ce qui en fait un lieu de randonnée.

## Sports

As Bordj Ghedir.

La ville possède un des plus vieux clubs de football d'Algérie, l'AS Bordj Ghédir, fondé en 1957, qui évolue dans la Ligue nationale du football amateur.
Le stade communal, nommé Echahid Belhaddad en hommage au Cheikh Mokrani, a une capacité de 5 000 places.

## Diaspora scientifique
Plusieurs chercheurs scientifiques exerçant leurs activités à l'étranger sont issus de Bordj Ghédir, comme Malek Boualem, chercheur dans le domaine du multilinguisme en informatique et du traitement automatique des langues, exerçant en France.